# أل بلانش
أل بلانش (بالإنجليزية: Al Blanche)‏ هو لاعب كرة قاعدة أمريكي، ولد في 21 سبتمبر 1909 في سومرفيل في الولايات المتحدة، وتوفي في 2 أبريل 1997 في ميلروز في الولايات المتحدة.

## وصلات خارجية
- أل بلانش على موقع دوري كرة القاعدة الرئيسي (الإنجليزية)
- أل بلانش على موقعبيزبول رفرنس.كوم (الدوري الرئيسي) (الإنجليزية)
- أل بلانش على موقعبيزبول رفرنس.كوم (الدوري الثانوي) (الإنجليزية)